# Gallués
Gallués en espagnol ou Galoze en basque, est une municipalité de la communauté forale de Navarre, dans le Nord de l'Espagne.
Elle est située dans la zone linguistique mixte de la province, dans la vallée de Salazar, dans la mérindade de Sangüesa et à 70 km de sa capitale, Pampelune.
Le secrétaire de mairie est aussi celui de Esparza de Salazar, Güesa et Sarriés.

## Géographie
La commune se répartit ainsi:
| Nom commune            | Pop. (2006) |
| ---------------------- | ----------- |
| Iciz/Izize             | 26          |
| Izal/Itzalle           | 34          |
| Uscarrés/Uskartze      | 40          |
| Gallués/Galoze(hameau) | 9           |

## Démographie
| Évolution démographique                                 | Évolution démographique | Évolution démographique | Évolution démographique | Évolution démographique | Évolution démographique | Évolution démographique | Évolution démographique | Évolution démographique | Évolution démographique | Évolution démographique |
| 1996                                                    | 1998                    | 1999                    | 2000                    | 2001                    | 2002                    | 2003                    | 2004                    | 2005                    | 2006                    | 2007                    |
| ------------------------------------------------------- | ----------------------- | ----------------------- | ----------------------- | ----------------------- | ----------------------- | ----------------------- | ----------------------- | ----------------------- | ----------------------- | ----------------------- |
| 124                                                     | 120                     | 123                     | 122                     | 123                     | 121                     | 118                     | 120                     | 118                     | 109                     | 110                     |
| Sources: Gallués et instituto de estadística de navarra |                         |                         |                         |                         |                         |                         |                         |                         |                         |                         |

### Sources
- (es) Cet article est partiellement ou en totalité issu de l’article de Wikipédia en espagnol intitulé « Gallués » (voir la liste des auteurs).